# Yoo Ah-ra
Yoo Ah-ra (hangul: 유아라; hanja: 柳娥羅; Pyeongtaek, 26 de setembro de 1992), mais frequentemente creditada na carreira musical apenas como Ara (hangul: 아라), é uma cantora e atriz sul-coreana. Realizou sua estreia no cenário musical em maio de 2012 como membro do grupo feminino Hello Venus, deixando o mesmo em julho de 2014. No mesmo ano, Ara assinou contrato com a agência de atuação Urban Works Media.

## Biografia
Ara nasceu dia 26 de setembro de 1992 em Pyeongtaek, Coreia do Sul. Ela frequentou a Seoul Music High School, ao lado de Jonghyun do Shinee, Zico do Block B e Jeongmin do Boyfriend.

## Carreira

### Antecedentes
Ara fazia parte de um programa de treinamento intitulado Pre-School Girls, onde iria definir as integrantes do grupo After School, no entanto, Ara foi escolhida para estrear como a líder do grupo Hello Venus, formado através de uma parceria entre sua gravadora, Pledis Entertainment, e a Fantagio Media. Ela cantou o refrão da canção Love Love Love, de Happy Pledis. Ela também apareceu no videoclipe para Love Letter.
Ara, juntamente com Kyungmin, uma estagiária da Pledis Entertainment, eram as duas últimas candidatas para estrearem como integrantes do After School, no entanto, E-Young foi a escolhida para se tornar a nona membro do grupo.

### 2012–2014: Estreia com Hello Venus e saída do grupo
Em 9 de maio de 2012, Yoo Ara realizou sua estreia como integrante do grupo Hello Venus através do lançamento de seu extended play Venus. No dia seguinte, o grupo realizou sua apresentação se estreia no programa musical M Countdown. Em 4 de junho, o grupo lançou uma versão repaginada de seu EP Venus, intitulada Like A Wave.
Em 27 de julho, Yoo Ara colaborou com os colegas de gravadora Seventeen para o lançamento de A Midsummer Night's Sweetness, um remix da canção de Raina e San E. Dias depois, anunciou-se o rompimento da parceria entre a Pledis Entertainment e a Fantagio Media. Ara e sua colega Yoonjo, ambas parte da Pledis Entertainment, deixaram o Hello Venus, enquanto as quatro integrantes restantes permaneceram no grupo e sua respectiva gravadora, Fantagio.
Em 21 de novembro, a Urban Works Entertainment lançou um perfil de Ara em seu site, dando a entender que ela havia partido da Pledis Entertainment. A assinatura de Ara com a agência de atuação Urban Works Entertainment só foi formalmente anunciada em 1 de dezembro.

### 2015: Estreia musical
Em 11 de fevereiro de 2015, foi anunciado que Ara foi introduzida ao elenco do musical japonês Moon Embracing The Sun, um remake do drama coreano. A peça ocorreu dia 21 de fevereiro no teatro BRAVA em Osaka, e em 14 de abril no U-Port Hall de Tóquio.

## Discografia

### Colaborações
| 2010                                                                                       | "Love Love Love" | — | Happy Pledis First Album |
| 2011                                                                                       | "Love Letter"    | — | Happy Pledis 2012        |
| 2013                                                                                       | "예뻐"           | — | Sleep Talking            |
| "—" indica lançamentos que não figuraram na parada ou que não foram lançados nessa região. |                  |   |                          |

## Filmografia

### Séries de televisão
| Ano  | Título                      | Papel                   |
| ---- | --------------------------- | ----------------------- |
| 2012 | What Is Mom                 | Empregada da loja       |
| 2013 | After School "Lucky or Not" | Participação especial   |
| 2014 | Golden Rainbow              | Secretária do Young Won |

### Programas de televisão
| Ano  | Emissora   | Título                           | Notas                                  |
| ---- | ---------- | -------------------------------- | -------------------------------------- |
| 2012 | MBCevery1  | Weekly Idol                      | com Hello Venus e NU'EST               |
| 2012 | MBC        | Birth of Venus                   | com Hello Venus                        |
| 2012 | SBS        | Wonderboy                        | Convidada no episódio 10 com Boyfriend |
| 2012 | KBC        | Joy's Hug                        |                                        |
| 2012 | SBS        | 1000 Song Challenge              | com Nara                               |
| 2013 | MTV        | MTV Diary:Hellovenus             | com Hello Venus                        |
| 2013 | MBC        | Idol Star Athletics Championship |                                        |
| 2013 | MBC every1 | Weekly Idol                      |                                        |
| 2013 | SBS        | 1000 Song Challenge              |                                        |
| 2013 | KBC        | Idol Gayo Stage                  |                                        |
| 2013 | MBC        | All The K-POP                    | com Nara                               |
| 2013 | TVN        | Perfect Singer VS                |                                        |

## Prêmios
| Ano  | Prêmio                                                                  | Notas                                | Resultado |
| ---- | ----------------------------------------------------------------------- | ------------------------------------ | --------- |
| 2010 | Pesquisa de Audição da Pledis 2009 para a 9ª integrante do After School | com Kyung Min (estagiária da Pledis) | Venceu    |